# Comuna de Mosina
Mosina (polaco: Gmina Mosina) é uma gminy (comuna) na Polónia, na voivodia de Grande Polónia e no condado de Poznański. A sede do condado é a cidade de Mosina.
De acordo com os censos de 2004, a comuna tem 24 725 habitantes, com uma densidade 144,7 hab/km².

## Área
Estende-se por uma área de 170,87 km², incluindo:
- área agricola: 49%
- área florestal: 38%

## Demografia
Dados de 30 de Junho 2004:
|                      | Total   | Total | Mulheres | Mulheres | Homens  | Homens |
| -------------------- | ------- | ----- | -------- | -------- | ------- | ------ |
|                      | pessoas | %     | pessoas  | %        | pessoas | %      |
| População            | 24 725  | 100   | 12 661   | 51,2     | 12 064  | 48,8   |
| Densidade (pop./km²) | 144,7   | 100   | 74,1     | 74,1     | 70,6    | 70,6   |

De acordo com dados de 2002, o rendimento médio per capita ascendia a 1382,6 zł.

## Subdivisões
- Babki, Baranówko, Borkowice, Czapury, Daszewice, Drużyna, Nowe Dymaczewo, Stare Dymaczewo, Krajkowo, Krosno, Krosinko, Mieczewo, Pecna, Radzewice, Rogalin, Rogalinek, Sasinowo, Sowinki, Świątniki, Wiórek, Żabinko.

## Comunas vizinhas
- Brodnica, Czempiń, Komorniki, Kórnik, Luboń, Poznań, Puszczykowo, Stęszew